# Pseudoplantago
Pseudoplantago là chi thực vật có hoa trong họ Amaranthaceae.